# Big Japan
Big Japan est un groupe américain de rock indépendant, originaire de Los Angeles, en Californie. Il se compose de Nathanial Castro (chant, guitare), Bret Harrison (guitare), Brad Babinski (basse) et de Adam Brody (batterie). Cinq bassistes se sont succédé au sein du groupe. Le groupe ne dure qu'un an, le temps d'un album.

## Historique
Big Japan est formé à Hollywood, Los Angeles
Le nom original du groupe était Steven Team, en référence au film Disjoncté réalisé par Ben Stiller, avec entre autres Jim Carey et Matthew Broderick. Le groupe enregistre un premier album intitulé Music for Dummies en 2005. Le nom de l'album est changé quelque temps après pour Untitled.
Adam Brody et Bret Harrison sont acteurs. Le premier est lancé par la série Newport Beach dans le rôle de Seth Cohen et le second incarne Brad O'Keefe dans la sitcom Parents à tout prix. Bret a également fait une ou deux apparitions dans la série d'Adam, Newport Beach. Il y jouait le rôle de Danny, petit ami à l'humour discutable (Newport Beach, saison 1, épisode 17 : Rivalités) de Summer Roberts (jouée par Rachel Bilson). L'interprète de Seth Cohen a également fait une apparition dans Parents à tout prix, où il jouait le tyrannique supérieur de Brad.

## Discographie
- 2005 : Music for Dummies (renommé ensuite Untitled)